# کشورهای هیمالیایی

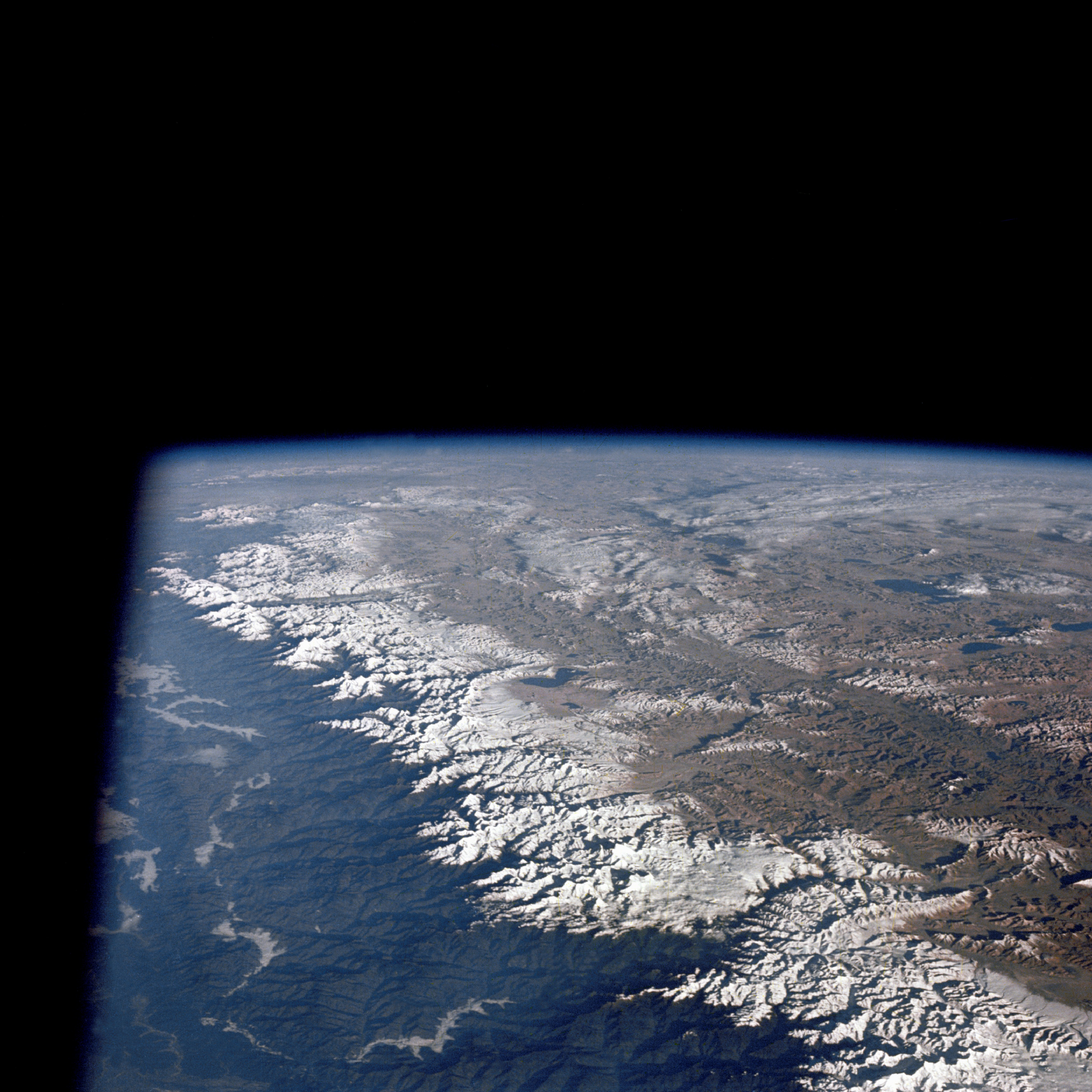
تصویری از ماموریت آپولو ۷، نشان‌دهنده کوه‌های هیمالیا در هند، نپال، و چین.

کشورهای هیمالیایی (انگلیسی: Himalayan states) یا مناطق هیمالیایی عنوانی است برای کشورها و مناطق خودمختاری که بخشی از مساحت آنها را رشته کوه هیمالیا تشکیل می‌دهد.

## فهرست مناطق هیمالیایی
- بوتان
- نپال
- پاکستان
- هند
- ناحیه خودمختار تبت در کشور چین

نژاد مردمان مناطق هیمالیایی، عمدتاً مردم هندوآریایی و تبتی برمه‌ای هستند و دین غالبشان بودیسم و هندوئیسم است.